# Nathanael Nielson
Kristian Julius Nathanael Nielson, född 2 september 1885 i Nässjö, Jönköpings län, död där 18 mars 1949, var en svensk friidrottare (tresteg). 
Han tävlade för klubben Göteborgs IF och hade det svenska rekordet i tresteg 1906 till 1907.
Den 15 juli 1906 slog Nielson Oscar Lemmings svenska rekord i tresteg från 1905, med ett hopp på 13,23. Han förlorade rekordet 1907 till Karl Fryksdahl.
Efter idrottskarriären verkade han som ingenjör och ägare till Espings mekaniska verkstad och Vaddfabriken Drott. Nielson är gravsatt på Anneforskyrkogården i Nässjö.